# Коре, Еорг
Еорг Коре (швед. Georg Kåhre; 1899 — 1969) — писатель и поэт с Аландских островов.

## Биография
Коре дебютировал в 1928 году с антологией поэзии Staden med de tusen lindarna, которая была выпущена под псевдонимом Стефан Сюльвандер. Он использовал этот псевдоним до 1933 года, когда его первый роман Strandhugg был выпущен под его собственным именем. Роман занял первое место в конкурсе, который был организован шведским издательством.
Одни из наиболее известных работ Коре на английском языке является The Last Tall Ships: Gustav Erikson and the Åland Sailing Fleets 1872—1947, перевод Den åländska segelsjöfartens Historia (впервые опубликован в 1940 году), был выпущен в 1978 году посмертно.

### Поэзия под псевдонимом Стефан Сюльвандер
- Staden med de tusen lindarna (1928)
- Vers från havskanten (1929)
- Fromma visor (1930)
- Väderilar (1932)

### Поэзия под его собственным именем Еорг Коре
- Dikt och pamflett (1939)
- Ord och vågor (1970)
- Söndag i världen (1983)

### Романы
- Strandhugg (1933)
- Bror Ahasverus (1942)
- Knutar på fånglinan (1953)

### Другие
- Den åländska segelsjöfartens historia (1940), English edition: The Last Tall Ships: Gustav Erikson and the Åland Sailing Fleets 1872—1947 (1978)
- Ålands ömsesidiga försäkringsbolag (1941)
- Ålands aktiebank (1944)
- Under Gustaf Eriksons flagga (1948)
- Sjöfart och skeppsbyggeri på Åland (1949)
- Ålands redarförening r.f. 1934—1959 (1959)
- Åland (1959)
- 50 år under Gustav Eriksons flagga (1963)